# Germà I de Constantinoble
Germà I de Constantinoble (Constantinoble, c. 634 - 11 de maig de 740) va ser patriarca de Constantinoble. És venerat com a sant per diverses confessions cristianes.

## Biografia

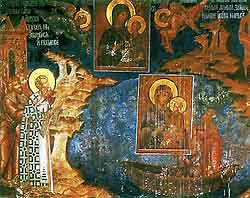
Germà I troba la icona de Maria Liddskaja.

Germà era fill d'un patrici romà d'Orient de nom Justinià executat per ordre de Constantí IV (668-685). Germà va ser castrat per ordre del mateix emperador, aparentment per les queixes per la mort del seu pare. Va seguir la vida religiosa i va ser elegit bisbe de Cízic. L'any 715 va ser nomenat patriarca de Constantinoble i dos anys després va negociar l'abdicació de Teodosi III en favor de Lleó III Isàuric.
Amb aquest emperador va tenir un conflicte sobre l'ús de les imatges en el culte. Germà va batejar Constantí, fill de Lleó III, i l'infant va embrutar l'aigua sagrada amb una inoportuna defecació, i d'aquest fet li va venir el seu renom de Coprònim. El patriarca va profetitzar que coses diabòliques esdevindrien a l'Església i a la religió sota aquest príncep.
Germà es va oposar a la iconoclàstia que afavoria Lleó, i per la seva resistència l'emperador finalment el va fer deposar l'any 730 va haver de renunciar en ser iconòdul, i el va succeir Anastasi, oposat a les imatges. Retirat a la residència familiar, hi va morir l'any 740.

## Obres

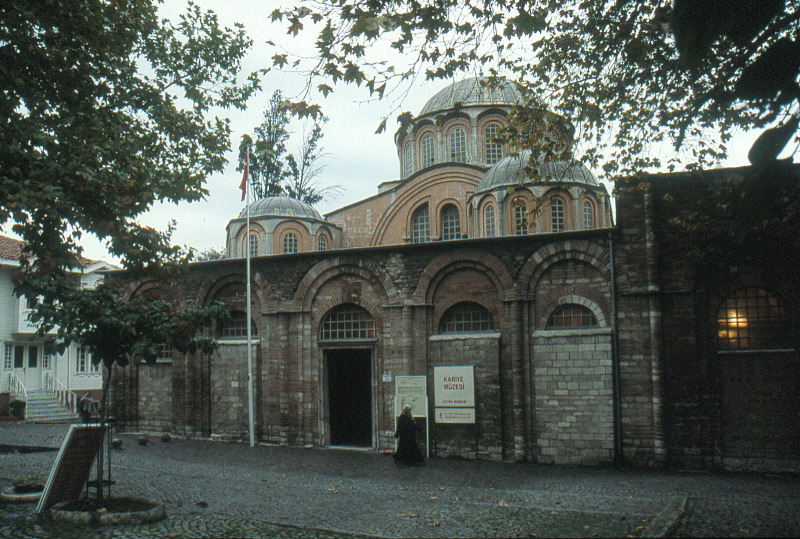
Església de Cora, lloc d'enterrament de Germà I.

Es conserven alguns dels seus llibres: 
- 1. Περὶ τῶν ἁγίων οἰκουμενικῶν συνόδων: πόσαι εἰσι, καὶ πότε καὶ σιὰ τί συνηθροίσθησαν: Sobre els concilis general, quants en van ser, quan van ser, i perquè es van convocar.
- 2. Epistolae. Tres cartes dirigides a diferents bisbes
- 3. Homiliae,
- 4. Una obra esmentada per Foci, avui perduda, contra la corrupció dels escrits de Gregori de Nazianz
- 5. Comentaris sobre els escrits del Pseudo-Dionís l'Areopagita.[1]

## Veneració
Sebollit a l'església del monestir de Sant Salvador de Cora, el van anatematitzar al concili dels iconoclastes celebrat a Constantinoble l'any 754, però més tard, amb la caiguda de la tendència iconoclasta, va ser reverenciat i considerat "confessor". El Segon Concili de Nicea del 787 el va incloure entre els sants. Considerat sant per les esglésies catòliques i ortodoxes, la seva festa se celebra el 12 de maig.